# Tiranet orellut cella-rogenc
El tiranet orellut cella-rogenc (Phylloscartes superciliaris) és un ocell de la família dels tirànids (Tyrannidae).

## Hàbitat i distribució
Habita els boscos i clars a muntanyes de Costa Rica, oest i est de Panamà, est de Colòmbia i nord-oest de Veneçuela.